# Thomas Grader
Thomas Grader (* 22. März 1989 in Sankt Veit an der Glan) ist ein ehemaliger österreichischer Skilangläufer.

## Werdegang
Grader, in Stall im Mölltal beheimatet, begann im Alter von sechs Jahren zunächst mit Fußball und spielte zuerst als Torwart und später als Stürmer. Mit 14 Jahren kam er im Winter zum Skilanglauf und bestritt noch im Winter 2003/04 seine ersten Langlaufrennen. In den darauffolgenden Jahren lief Grader fast ausschließlich Landes- und Austriacups. Bei den Österreichischen Meisterschaften 2006 in gewann er mit der Kärntner Staffel die Silbermedaille. Zur Saison 2006/07 gab er schließlich sein internationales Debüt und startete im Alpencup. Nachdem er im Januar 2007 in Cogne beim Junioren-Rennen auf den dritten Platz lief, wurde er für den österreichischen C-Kader nominiert. Im Februar startete Grader beim Europäischen Olympischen Winter-Jugendfestival 2007 in Jaca. Nach Rang 38 über die 7,5 km im klassischen Stil, erreichte er Rang 37 über 10 km.
Im Sommer 2007 absolvierte Grader seine Matura am Bundes-Oberstufenrealgymnasium Lienz und absolvierte im Anschluss die Grundausbildung beim Österreichischen Bundesheer und kam damals als Leistungssportler ins Heeres-Leistungssportzentrum in Hochfilzen. Bei den Österreichischen Meisterschaften 2007 in Eisenerz kurz vor Weihnachten verpasste er als 16. im Sprint und 18. im 15-km-Einzelrennen eine Top-Platzierung. Auch beim 10-km-Einzelrennen in Göstling an der Ybbs im Januar lief er den besten seiner Landsleute nur hinterher. Mit der Saison 2008/09 bestritt er seine letzte Saison als Junior und erreichte diverse Top-10-Platzierungen bei internationalen Nachwuchsrennen. Bei der Winter-Universiade 2009 in Yabuli lief er über die 10 km als 28. ins Ziel, bevor er in der Verfolgung auf Platz 45 zurückfiel.
In der Vorbereitung zur Saison 2009/10 verletzte sich Grader bei einem Trainingsunfall und brach sich einen Handwurzelknochen im rechten Handgelenk. Dadurch wurde das Vorbereitungstraining für mehrere Wochen unterbrochen, woraufhin Grader der Start in die Saison entsprechend schwer fiel. Im Januar 2010 sicherte er sich in Obertilliach in der Verfolgung seinen ersten nationalen Titel. Bei den U23-Langlauf-Weltmeisterschaften im estnischen Otepää belegte Grader über die 15-km-Einzeldistanz einen guten 13. Platz. In der Verfolgung fiel er auf Rang 32 zurück. Wenige Wochen später bekam er einen Startplatz bei den Nordischen Skiweltmeisterschaften 2011 in Oslo. Über die 50 km kam er als 60. ins Ziel. Geplant war zuvor auch ein Start im Teamsprint gemeinsam mit Aurelius Herburger, welcher aber nicht zustande kam.
Bei den Österreichischen Meisterschaften 2011 in Obertilliach gelang Grader gemeinsam mit Daniel Mesotitsch und Jürgen Pinter nach dem Einzelerfolg in Verfolgung im Vorjahr auch der erste nationale Titel in der Staffel. Am 10. Dezember 2011 gab Grader im Schweizer Davos sein Debüt im Skilanglauf-Weltcup, kam aber nur als 40. ins Ziel und verpasste damit die Punkteränge. Seinen zweiten und letzten Einsatz im Weltcup absolvierte er mit dem Skiathlon in Lahti im März 2012, wobei er jedoch überrundet wurde. Bei den Österreichischen Meisterschaften 2012 in Bad Ischl wurde Grader Fünfter über 10 km. Am 22. Januar 2012 startete er zudem in Lienz erstmals im Skilanglauf-Marathon-Cup und sammelte als 26. erste Cup-Punkte, mit denen er jedoch am Ende der Saison nur Rang 120 belegen konnte, da es sein einziger Start in der Serie blieb.
In der Saisonvorbereitung 2012/13 erkrankte Grader mehrfach an Mandelentzündung, woraufhin er operiert werden musste. Im Anschluss daran kam er nicht wieder zu seiner alten Leistung zurück und hat deshalb auch seitdem keine internationalen Rennen bestritten.

## Platzierungen im Weltcup

### Weltcup-Statistik
Die Tabelle zeigt die erreichten Platzierungen im Einzelnen.
- 1.–3. Platz: Anzahl der Podiumsplatzierungen
- Top 10: Anzahl der Platzierungen unter den ersten zehn
- Punkteränge: Anzahl der Platzierungen innerhalb der Punkteränge
- Starts: Anzahl gelaufener Rennen in der jeweiligen Disziplin
- Hinweis: Bei den Distanzrennen erfolgt die Einordnung gemäß FIS.

| Platzierung         | Distanzrennen a | Distanzrennen a | Distanzrennen a | Distanzrennen a | Distanzrennen a | Skiathlon Verfolgung | Sprint | Etappen- rennen b | Gesamt | Team c | Team c  |
| Platzierung         | ≤ 5 km          | ≤ 10 km         | ≤ 15 km         | ≤ 30 km         | > 30 km         | Skiathlon Verfolgung | Sprint | Etappen- rennen b | Gesamt | Sprint | Staffel |
| ------------------- | --------------- | --------------- | --------------- | --------------- | --------------- | -------------------- | ------ | ----------------- | ------ | ------ | ------- |
| 1. Platz            |                 |                 |                 |                 |                 |                      |        |                   |        |        |         |
| 2. Platz            |                 |                 |                 |                 |                 |                      |        |                   |        |        |         |
| 3. Platz            |                 |                 |                 |                 |                 |                      |        |                   |        |        |         |
| Top 10              |                 |                 |                 |                 |                 |                      |        |                   |        |        |         |
| Punkteränge         |                 |                 |                 |                 |                 |                      |        |                   |        |        |         |
| Starts              |                 |                 |                 | 1               |                 | 1                    |        |                   | 2      |        |         |
| Stand: Karriereende |                 |                 |                 |                 |                 |                      |        |                   |        |        |         |